# イーハトーヴォ物語
『イーハトーヴォ物語』（イーハトーヴォものがたり）は、1993年3月5日にヘクトから発売されたスーパーファミコン用ゲームソフト。メーカーの公称ジャンルはRPG。宮沢賢治の童話を題材としている。

## 概要
童話作家の賢治が、作品の舞台として創造した理想郷イーハトーヴォの旅を描いたゲームである。発売時にメーカーが公表したゲームジャンルは「RPG」となっている。しかし、ゲーム本編の表示が『ウルティマ』（1981年）や『ドラゴンクエスト』（1986年）に代表される「2D見下ろし型」のマップであるものの、一般的なRPGのシステムとして頻出する「戦闘」「レベルアップ」「買い物」などの要素は全く存在しない。
人や動物の話を聞き、その情報をもとにどこかへ出かけて必要なものを取ってきたりする。そして再び誰かと会話をした時の新しい情報が次の行動目的となる。といったシンプルなシステム。移動と会話、そして少数のアイテムの活用という実際の進行は、RPGというよりアドベンチャーゲームに近く、当時のゲーム雑誌などではアドベンチャーゲームとして紹介されていた事もある。また、ゲーム内容それ自体も複雑な推理やパズル要素などは無く、元となった童話作品の筋書きに従って登場人物との会話を重ねていけば、自然と話が進む程度の難易度である。
全体的には、ゲームとして意思決定や射幸心の充足を楽しむことより、原作世界の再現という要素が大きい。 「雨ニモマケズ」や「やまなし」など有名な作品だけでなく、少し枠をはみだしたマイナーに近い作品の数々まで丁寧にフォローしている。各章の終わりには、その章のテーマとなるビジュアルシーンが流れ、童話をもとにしたストーリーが明らかになる。BGMは20曲以上のオーケストラサウンドが収録されている。
ヘクト代表で本作のプロデューサーを務めた関雅行は、2007年にウェブサイト運営会社「イーハトーブ」を設立しているが、この社名は、本作の製作に携わったことがきっかけとなっている。
1997年にはサテラビューを用いた衛星データ放送によるサウンドリンクゲーム『BSイーハトーヴォ物語』が放送されている。
開発・発売元のヘクトは2002年に倒産しており、長らく他ゲーム機への移植はなかったが、2024年11月11日、家電メーカーのライソン発売の『脳を鍛える大人の娯楽ゲーム 4 in 1』（テレビのHDMIに挿すだけでゲームが遊べるスティックタイプ型ゲーム機）に本タイトルが収録された。

## ゲームシステム
本作品は、ストーリー全体を9つの章に区切っている。各章には賢治作品から取られた小題が付けられている。ゲーム本編は「概要」の節で述べたとおり、2D見下ろし型のマップ上でプレイヤーキャラクターを歩き回らせ、情報を収集していく。また、ゲーム中にアイテムを入手することもあり、どのアイテムを持つか選択した上で適切な相手に話しかけると、そのアイテムを提示したことになりストーリーが進展する。ゲームの舞台となるのは、全編にまたがってプレイヤーキャラクターの行動の基点となる「イーハトーヴォ市街」と、各章ごとに異なる郊外の村や森などである。章が変わると、前の章で訪れた場所には行けなくなり、また前の章に登場したアイテムも一部を除いて自動的に消去されるため、プレイヤーの行動範囲はきわめて限定されている（その分、迷う可能性も少なくなる）。

## ストーリー
汽車での旅の途中、イーハトーヴォの町を訪れた「私」は、この町の名士として名高い宮沢賢治に会うため、「羅須地人協会」を訪れた。しかし賢治は不在で、代わりに協会の人から、イーハトーヴォ各地へ散逸した賢治の七冊の手帳を集めてほしいと頼まれた。手帳を集めることが賢治と会うことに繋がるのではと感じた「私」は、この依頼を果たすためにしばらくイーハトーヴォに留まることを決める。
第一章 貝の火
手帳探しの第一歩として、物知りと評判の「ほらぐま先生」に会うよう促された「私」は、先生の住む「貝の火の森」へと向かった。気難しいほらぐま先生をなだめて話を聞き、身につけると動物の言葉が分かるようになるという「貝の火」を授けられた「私」は、かつて貝の火の持ち主だったというウサギのホモイに関する過去の出来事を知る。そして主人公は、我が身を振り返ってしまう物語となる。
第二章 カイロ団長
動物と話ができるようになった主人公は更に多くの情報が聞けるようになった。手帳に関する噂をたどり、「私」はイーハトーヴォの街で蛙専門の酒場を経営するトノサマガエル「カイロ団長」の元を訪れたが、団長はまったく取り合ってくれない。そこで「私」は、町の人から話を聞いて、カイロ団長の弱点を突くことにして主人公は手帳を手にすることができた。その結果、カイロ団長の商売に関する事が街中に広まり、団長は店をたたんで街を出ていくことになる。
第三章 虔十公園林
次なる手帳を求めて、「私」はイーハトーヴォ郊外の農村に住む少年、虔十の元を訪れた。しかし虔十は泣いてばかり。せっかく買ってもらった杉の苗が失せてしまったというのであるという。虔十と仲が悪いヘイジが怪しいが証拠はない。しかし、貝の火の力で動物と話せる「私」の介入で、事件は思いがけぬ展開を見せる。
第四章 土神と狐
土神の森に住む狐が手帳を持っていると聞き、「私」は森へ向かった。森では美しい樺の木をめぐって、物知りでたくさんの貴重な品を持っているという狐と、そんな狐に劣等感を抱く粗野な土神が対立していた。落ち込んでいる土神にまんじゅうを備えて労おうとする「私」だが、土神と狐の対立はついに越えてはならぬ一線を越えてしまう。
第五章 グスコーブドリの伝記
イーハトーヴォは夏だというのに、肌寒い日々が続く。冷害対策に取り組む「イーハトーヴォ火山局」に賢治が現れたと聞いて「私」は火山局を訪れたが、すれ違いになり会うことはできなかった。しかし彼が書き残した手紙に従い、「私」は火山局の青年、グスコーブドリに協力することになる。
第六章 オツベルと象
イーハトーヴォ一の大富豪オツベルが手帳のコレクションをしていると知り、「私」はオツベルに会いに行った。オツベル邸では、人間の仕事に興味を持った白象が働いており、「私」はオツベルに頼まれ、白象へのプレゼントを町で手に入れる。しかし、強欲なオツベルはプレゼントを利用して、白象を奴隷のように屋敷へ留め置こうと企んでいたらしい。
第七章 セロ弾きのゴーシュ
秋の音楽祭が近付き、イーハトーヴォの町は活気付く。優勝候補は活動写真館付きの「金星楽団」だが、セロ担当のゴーシュが不調で優勝を危ぶまれている。ゴーシュが住む水車小屋の村まで行って話を聞いたところ、どうやら原因はゴーシュの練習仲間であるカッコウがのどを痛めて寝込んでいるらしい。
第八章 雪渡り
最後の手帳を求めて、「私」は雪深い「雪渡りの村」へやって来た。ここの村から通じる「キツネ村」へ行きたいのだが、人間の大人はなかなか通してもらえない。しかし、ひょんな偶然からキツネたちの信頼を得た「私」は、雪渡りの村の子供たちと共にキツネ村の幻燈会へ招待される。
最終章 銀河鉄道の夜
ついに七冊の手帳をそろえた「私」に、賢治から会いたいと手紙が来た。しかし、指定された場所には壊れた「後生車」があるばかり。なんとか後生車を修繕して、車を回してみると、「私」はいつしか、大きな駅のある不思議な町へと迷い込んでいた。

## イーハトーヴォ市街の施設
ケンジントンホテル
主人公が泊まっているホテル。支配人は「イーハトーヴォで一番」と豪語しているが、ゲーム中でここ以外のホテルは存在しない。セーブはここで行う。
羅須地人協会
宮沢賢治によって設立された、イーハトーヴォの農民たちが協力し合うための会。賢治は留守にしているが、会員のファゼーロが常駐しており、話を聞かせてくれる。
イーハトーヴォ市役所
市職員のレオーノキューストが常駐しており、町のうわさや市内のイベント情報などを教えてくれる。
猫の事務所
猫たちがイーハトーヴォの様々な情報を集めている事務所。主人公が訪れると、所員のかま猫が応対してくれる。ストーリーが進展していくと、原作どおりに解散してしまう。
イーハトーヴォ農学校
クーボー博士が教授として講義を行っている。なぜか頻繁に休講になる。
活動写真館
上映されているのはサイレント映画であるため、「金星楽団」によるBGMの演奏が行われている。上映作品はチャップリンの映画など章によって変わり、秋にはイーハトーヴォ音楽祭の会場としても利用される。
カイロ団長の店
トノサマガエルのカイロ団長が経営する酒場。

## 登場人物

### イーハトーヴォ市街の住民
ゲームに登場するキャラクターは動物が多い。そのキャラクターが登場した様々な童話を元にしたものであり、動物たちと共存したいという宮沢賢治の優しい気持ちが表現されている。
「私」
主人公でありプレイヤーキャラクター。旅人としてイーハトーヴォを訪れたという以外は、特に設定もない（名前すら出てこないので、ここでは作中の記述に従い「私」と表記した）。宮沢賢治の7冊の手帳を探す。
ファゼーロ
出典は『ポラーノの広場』。らすちじん協会の会員。賢治に心酔し、羅須地人協会で働く若者。張り子細工を作るのがうまいという隠れた特技を持つ。
レオーノキュースト
出典は『ポラーノの広場』。イーハトーヴォ市役所の職員。かつて博物館の職員だったことがある。
かま猫
出典は『猫の事務所』。「猫の事務所」に勤める所員。かまどの中で寝る癖があるためいつも体がすすだらけだが、仕事に関しては勤勉で有能である。
クーボー博士
出典は『グスコーブドリの伝記』。イーハトーヴォ農学校の教授。火山や地震についての研究を行っており、イーハトーヴォ火山局にも顔が利く。
カイロ団長
出典は『カイロ団長』。客のアマガエルを酔わせて、飲み代のかたに働かせようとする悪党だが大のキノコ嫌い。後に外国へカクテルつくりの修行に出て行き、そこから帰ってきた後は真面目なバーテンになる。キノコ嫌いで外国に修行に出る設定は本作オリジナル。
ゲーム中で彼が嫌う大きなキノコの出典は、宮沢賢治の短編『さるのこしかけ』内の実在する同名のキノコから。
シグナルとシグナレス
出典は『シグナルとシグナレス』。駅前の線路沿いに立っている信号機のカップル。見た目は普通の信号機だが、話しかけると擬人化イメージの顔が表示される。章が進むごとに会話が変化し、二人の恋愛模様を追うことになる。

### 各章の登場人物
ほらぐま先生
第一章に登場。出典は『洞熊学校を卒業した三人』。動物ながら人語を解し、詩を好む学者。「私」に「貝の火」をあずけてくれる。火の貝の森に住み、「貝の火」の番人としてこれを封じているという設定は本作品オリジナルのものである。そのため彼は、宮沢賢治が失った七冊の手帳のことを知らない。
ホモイ
第一章に登場。出典は『貝の火』。ウサギの子供。ヒバリから「貝の火」を託されて動物の大将となったが、狐にそそのかされて慢心した結果、砕けた貝の火によって盲目となった。本編中ではすでに亡くなっている。
アリの女王
第二章に登場するが、原作『カイロ団長』の登場人物ではなく『ありときのこ』の一節のみに登場する存在。カイロ団長を信頼して、彼の店に酒を卸している。
虔十
第三章に登場。出典は『虔十公園林』。周囲からは知恵が足りないと揶揄される少年だが、スギの植樹に並ならぬ熱意を燃やす。
ヘイジ
第三章に登場。出典は『虔十公園林』（原作では「平二」表記）。虔十を嫌っており、彼の植樹についても、自分の畑が日陰になると言って反対している。
フクロウ
第三章に登場。出典は『二十六夜』。原作では北上畔（北上河畔）の林で多くの子梟に説法する梟の高僧であり、ゲーム中でもその知恵を生かして「私」と虔十に協力してくれる。
土神
第四章に登場。出典は『土神ときつね』。土神の森の沼地にある祠に住んでいる。元来は正直者だが外見がみすぼらしく、それゆえ樺の木が自分よりも狐になびいていることに苛立つ。お供え物のまんじゅうが好物。
狐
第四章に登場。出典は『土神ときつね』。上品な身なりで紳士のように振舞い、詩集や舶来の望遠鏡の話題などで樺の木の気をひく。
樺の木
第四章に登場。出典は『土神ときつね』。外見は普通の木だが、話しかけると擬人化イメージの顔が表示される。土神と狐の両方から言い寄られているが、土神よりも見た目のいい狐に惹かれている。
グスコーブドリ
第五章に登場。出典は『グスコーブドリの伝記』。イーハトーヴォ火山局に勤務する青年。イーハトーヴォに迫る冷害への対策として、カルボナード火山島の炭酸ガス噴出を利用して気温を上げる計画を立てる。
ネリ
第五章に登場。出典は『グスコーブドリの伝記』。グスコーブドリの妹。原作では既婚者だが、本作品では火山局の近所で兄と同居している。
オツベル
第六章に登場。出典は『オツベルと象』。イーハトーヴォ一の富豪。抜け目が無く強欲な性格で、屋敷に現れた白象を利用して稼ごうとする。手帳収集をしているというのは本作品独自の設定。
白象
第六章に登場。出典は『オツベルと象』。人間の仕事に興味を持ってオツベル邸に現れ、オツベルにそそのかされて彼のために働く。
ゴーシュ
第七章に登場。出典は『セロ弾きのゴーシュ』。活動写真館の「金星楽団」に所属するセロ演奏家。イーハトーヴォ市街の近くにある水車小屋に住んでいる。練習仲間であるカッコウを心配してスランプに陥る。
カッコウ
第七章に登場。出典は『セロ弾きのゴーシュ』。ゴーシュの水車小屋と同じ村に住む鳥。喉を痛めて寝込んでいる。第七章では他にもゴーシュの演奏に集まってくる動物たちが登場するが、このカッコウだけが家持ち。
ゲーム中で彼女の体調を治すためには「おきなぐさ」が必要であるが、このおきなくさの出典は『おきなぐさ』から。
コンザブロー
第八章に登場。出典は『雪渡り』（原作では「紺三郎」表記）。キツネ村を代表する狐。人間の大人はキツネ村へ通さないが、一方で人間社会に「狐は人を化かす」という悪評が広まっていることを嘆き、風評を改善したいとも考えている。
シロウ
第八章に登場。出典は『雪渡り』（原作では「四郎」表記）。雪渡りの村に住む少年。妹のカン子と共に狐たちを擁護する。
せいさく
第八章に登場。出典は『雪渡り』（原作では「清作」表記）。同じ村人のたえもん（太右衛門）と共に、昼間から村の広場で酒を飲んでいる。酔っ払って馬糞を食べてしまったのを、狐に化かされたと逆恨みして狐捕りの罠を仕掛ける。
宮沢賢治
ゲーム中で手紙を送ってきたりもするが、実際に登場するのは最終章のみ。童話作家や詩人として知られるイーハトーヴォの名士。手帳を集めた「私」を銀河鉄道のたびにいざなう。
二人組の少年
最終章に登場。作中では特に名前がないキャラクターだが、彼等のセリフは『銀河鉄道の夜』の登場人物、ジョバンニとカムパネルラのもの。

## スタッフ
- 著者：宮沢賢治
- ゲーム・シナリオ：まわたりせいいちろう
- プログラム：ふくやままさかつ
- グラフィック・ディレクター：おだちひろよ
- マップ・デザイン：あらかきひとし
- 音楽：多和田吏
- サウンド・プログラム：かわかみたけし
- ツール・プログラム：おほかしんじ
- グラフィック・デザイン：おだちひろよ、あらかきひとし、やまぐちたまえ
- スペシャル・サンクス：宮澤清六、いわおたかひろ、いいだなおみつ、くさがこうじ、さいじょうよしお、くさかべあきこ
- ディレクター：つるやじゅん
- プロデューサー：関雅行

## 評価
- ゲーム誌『ファミコン通信』の「クロスレビュー」では、9・5・7・6の合計27点（満40点）となっており[11][9]、レビュアーの意見としては「賢治ワールドをモチーフにした、環境ビデオを見るつもりでプレーしたい」などと評されている[11]。

- ゲーム誌『ファミリーコンピュータMagazine』の読者投票による「ゲーム通信簿」での評価は以下の通り18.94点（満30点）となっている[1]。この得点はスーパーファミコン全ソフトの中で250位（323本中、1993年時点）となっている[1]。また、同雑誌1993年8月情報号特別付録の「スーパーファミコンオールカタログ'93」では、「見た目はロールプレイングっぽいけど、内容は情報集めが中心の純粋なアドベンチャーゲームだ。謎解きがたくさん盛り込まれており、それを解き明かしていくと、すっかり宮沢賢治の世界にひたることができる」と紹介されている[1]。

| 項目 | キャラクタ | 音楽 | 操作性 | 熱中度 | お買得度 | オリジナリティ | 総合  |
| 得点 | 3.28       | 3.17 | 2.83   | 3.44   | 2.72     | 3.50           | 18.94 |

- ゲーム誌『Theスーパーファミコン』の「ザ・テストプレイ」では総合評価59点（100点満点）[10]。レビュアーはノリはアドベンチャーのようで感覚はRPGに近く宮沢賢治の作品は文章に癖があって読みにくいからと敬遠していた人には入門書的でオススメであり、わかりやすくなっているデジタルノベルズのように暇なときに楽しめる、内容ついて宮沢作品の世界の雰囲気がゲームとして上手く再現され絵本の世界に迷い込んだかのように感じられる独特の色がある意欲作と者と上手くアレンジしているが作品をまとめただけで宮沢作品に興味ない人を引き付けるかは疑問で音楽やグラフィックは独特だが関心のない人に向けた配慮が欲しくやや残念だとする者で分かれた[10]。